# Sommocolonia
Sommocolonia è una frazione del comune italiano di Barga, nella provincia di Lucca, in Toscana.
È situata a circa 710 m s.l.m., sopra un'altura antistante il capoluogo comunale.

## Storia
Antico avamposto romano, divenne uno dei comuni strategicamente più importanti nello scacchiere delle guerre cinquecentesche. Sommocolonia dominando la vallata barghigiana e potendo contare su una fortificazione turrita a doppia cinta (ancora parzialmente visibile) è stata fondamentale per il controllo di una delle vie commerciali più importanti da e per l'Emilia-Romagna.
La storia dell'autonomia sommocolona si conclude nel 1530 quando, nell'ambito della guerra con Barga, il comune capitola dopo mesi di battaglie venendo quasi raso al suolo. In questo frangente si distingue il Capitano Matteo di Pieruccio de' Medici detto Capitan Galletto, per numerose operazioni di guerra e guidando addirittura l'assalto dell'esercito contro la città di Barga.
Durante la seconda guerra mondiale, il 26 dicembre del 1944 Sommocolonia fu teatro dell'"Operazione Wintergewitter", una limitata offensiva condotta sulla Linea Gotica dalle forze italo-tedesche contro le truppe statunitensi (92ª Divisione "Buffalo"), appoggiate dai partigiani della XI zona.
Ci furono oltre 150 caduti tra le forze alleate (tra cui John Robert Fox, insignito della medaglia d'onore statunitense) e 7 vittime tra i civili, ed oltre il 50% degli edifici furono distrutti dai bombardamenti.
L'ultima grande bomba sganciata da un aereo statunitense fu rinvenuta inesplosa nei pressi della Rocca negli anni '80.
Gli ultimi ordigni, due bombe a mano americane Mk2, sono state rimosse e fatte brillare nel luglio del 2009, presso la località "Campeglio".
Nel gennaio del 2009 una grande frana ha interessato la parte sud del paese, mettendo in serio pericolo la stabilità di 4 abitazioni e della Rocca, nonché l'interruzione della Via al Monte, che circonda il castello.
I lavori di ripristino della viabilità compromessa e della stabilità delle abitazioni sono iniziati quasi subito.
Il 19 febbraio del 2010, una rappresentanza di soldati americani della base di Camp Darby (PI), ha visitato il paese e i luoghi della battaglia del Natale 1944. Successivamente sono stati ospitati dal locale Comitato paesano per un rinfresco e una visita al piccolo ma molto curato Museo che raccoglie il materiale bellico rinvenuto e la memoria collettiva di Sommocolonia.
Il 6 luglio 2010 il C.le Richard Neumeister del 4º Battaglione Alpino, che sferrò l'attacco su Sommocolonia il 26 dicembre del '44 in occasione della operazione "Temporale d'Inverno", ha chiesto di visitare il paese e il piccolo Museo, accompagnato dalla famiglia. Giunto sul posto, nel rivedere quei luoghi, ha pianto.
Successivamente numerose delegazioni di soldati americani proveniente dalla vicina base americana di Camp Darby, si sono recati a Sommocolonia per visitare i luoghi della battaglia.

## Società

### Evoluzione demografica
Densamente popolato fino al XIX secolo, nei primi anni del Novecento ha subito un importante fenomeno di emigrazione verso la Scozia, ne sono testimonianza le numerose famiglie di oltremanica, discendenti di questi emigranti sommocoloni e barghigiani, che d'estate villeggiano in zona, spesso proprio nelle abitazioni ereditate.
Nel dopoguerra il paese si è progressivamente spopolato fino ad arrivare sotto la soglia dei 50 abitanti.
D'estate è meta di numerosi villeggianti. In particolare essendo Barga un'exclave religiosa della Diocesi di Pisa in Provincia di Lucca, dal 1979 vengono effettuati brevi ritiri spirituali, tra cui campi scuola, per i giovani delle varie parrocchie.
Nell'estate 2011 la locale Associazione Ricreativa Sommocolonia, recentemente costituita, ha provveduto alla ristrutturazione dei locali della canonica, che permettono di ospitare i ragazzi della diocesi di Pisa nei campeggi estivi.

## Monumenti e luoghi d'interesse
Il paese si presenta come un borgo compatto di case in pietra, stretto intorno alla sommità dell'altura, dove si trovano i monumenti più importanti: la chiesa di San Frediano, distrutta dai bombardamenti e ricostruita nel dopoguerra, e il castello, anch'esso danneggiato durante la seconda guerra mondiale.
Su di un muro, adiacente alla chiesa, è murata una pietra arenaria, corrosa dal tempo; riporta un'iscrizione latina, in parte illeggibile, che ricorda il lavoro di riparazione ed abbellimento di due locali che si trovavano ai lati della Chiesa romanica originale, sul lato sinistro. Distrutti dal bombardamento del 26-27 dicembre 1944, insieme alla chiesa, ne è stato ricostruito solo uno, che i paesani chiamano "il capannone", una struttura ad una falda appoggiata al muro laterale e al fianco sinistro della chiesa, per utilizzo di supporto religioso, sacrestia, riunioni per i laici ecc.
Al locale soprastante si accedeva tramite una scaletta esterna che conduceva anche "agli organi", cioè in fondo alla chiesa in alto, nel posto riservato all'organo a canne. Questo secondo locale, che serviva da magazzino, non è stato ricostruito. La pietra iscritta, a detta di alcuni paesani, era sistemata originariamente all'esterno del muro centrale delle due stanze suddette, ed è stata estratta dalle macerie e poi murata sul grande muraglione a destra sotto il campanile, questa un'attendibile ricostruzione: QUESTE STANZE, RICOSTRUITE E DECORATE CON GRANDISSIMO GUSTO, IL NOBILE LUCA MARCHINI, PERSONA ATTIVA E AMANTE DELLA BELLEZZA, NELL'ANNO 1755 SI ATTIVÒ PERCHÉ FOSSERO SEMPRE FREQUENTATE E MIRABILMENTE CONSERVATE.
Nella parte a nord del paese si trova un oratorio dedicato a San Rocco; contrapposta si può ancora facilmente vedere la vecchia dogana.
Lungo la mulattiera verso Barga, nella località "Le Fonti", si trova inoltre una cappellina votiva.
Per la sua posizione elevata si gode un panorama che spazia dal gruppo delle Panie, all'Appennino tosco-emiliano (Monte Giovo, Omo, Romecchio e Rondinaio).
Nei campi sottostanti il paese, si può individuare facilmente il gigantesco castagno dalla circonferenza di ben 9 m, denominato il "Cesarucco".

## Infrastrutture e trasporti
Il paese è collegato al capoluogo comunale da una strada asfaltata, costruita dal Ministero delle Opere Pubbliche nel '56,  e da un'antica mulattiera denominata Via Regia, che collegava Barga con Sant'Anna Pelago, Emilia e Romagna attraverso il passo del Saltello, oggi utilizzata come percorso escursionistico

## Galleria d'immagini

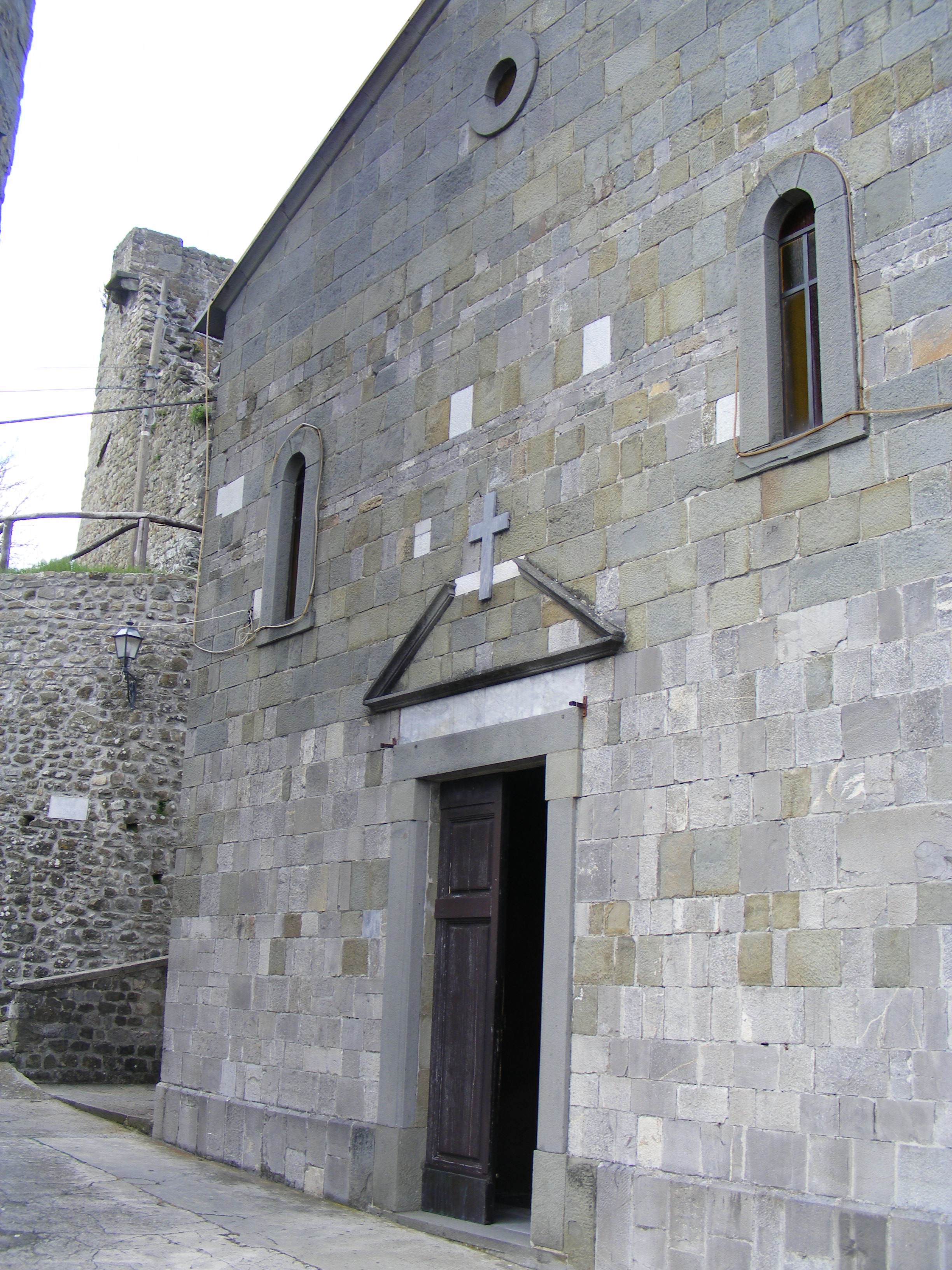
Facciata della chiesa di S.Frediano
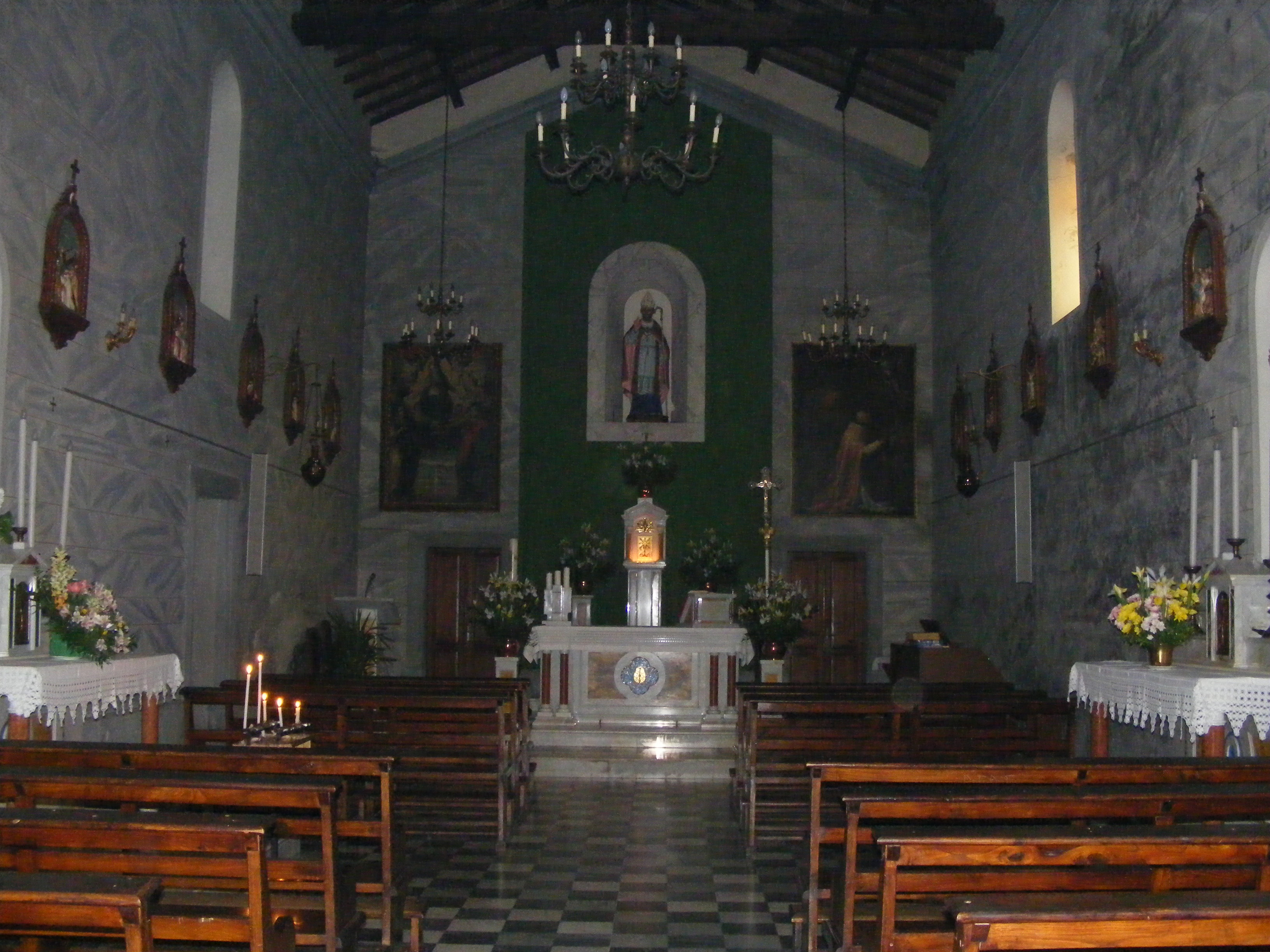
L'interno della chiesa
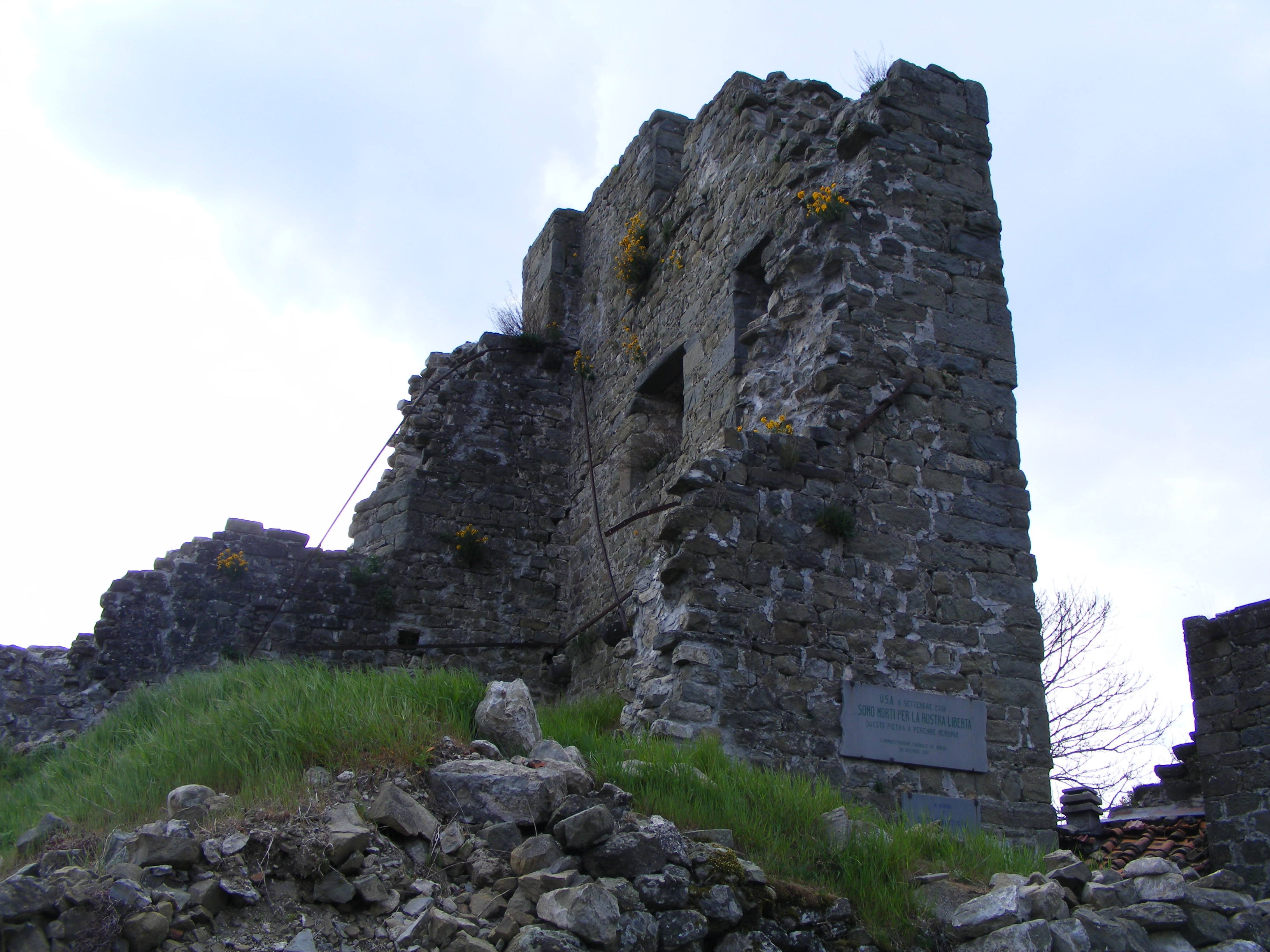
La Rocca, torre diroccata che faceva parte del castello di Sommocolonia
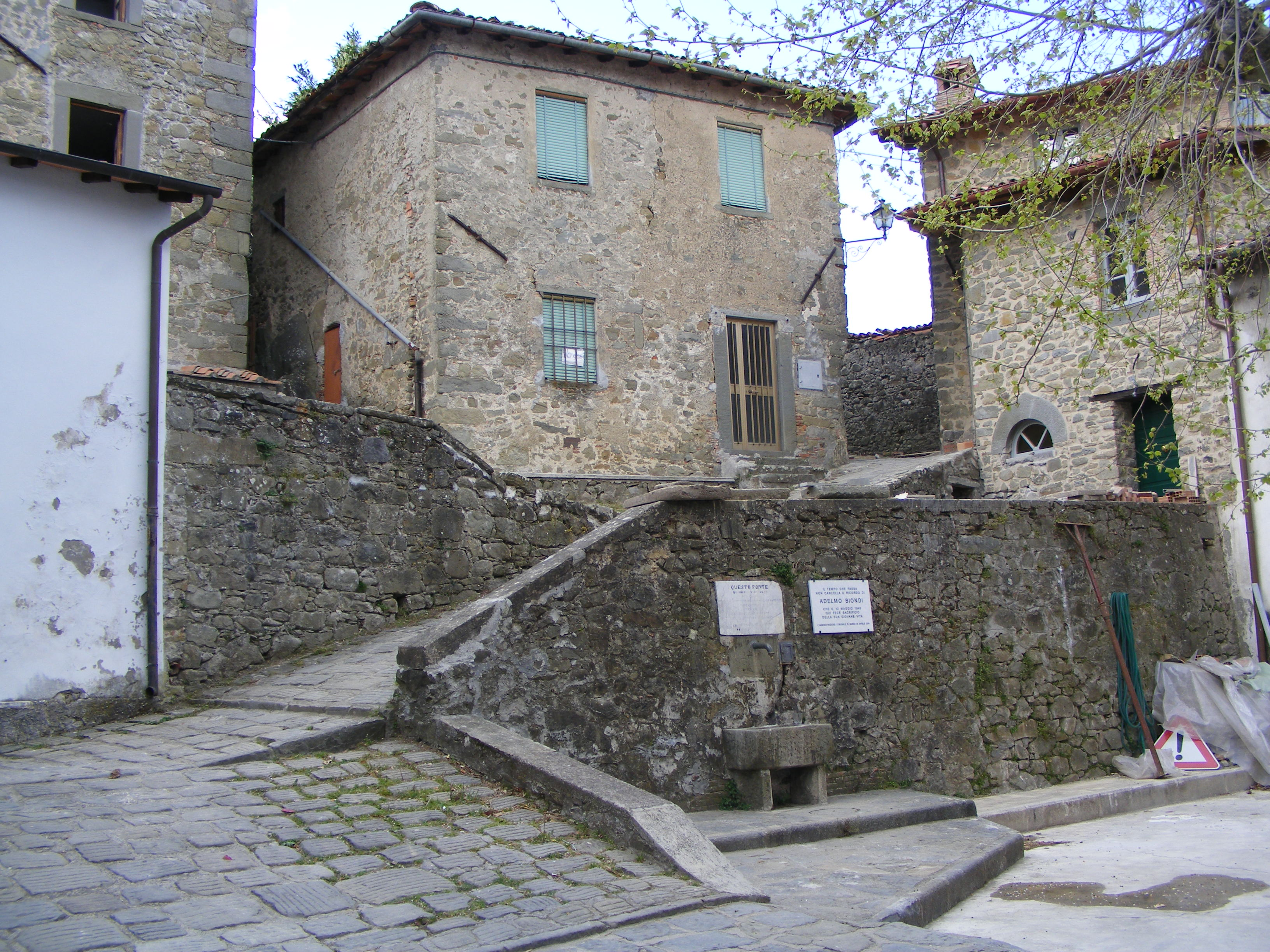
Scorcio della piazzetta con la fonte
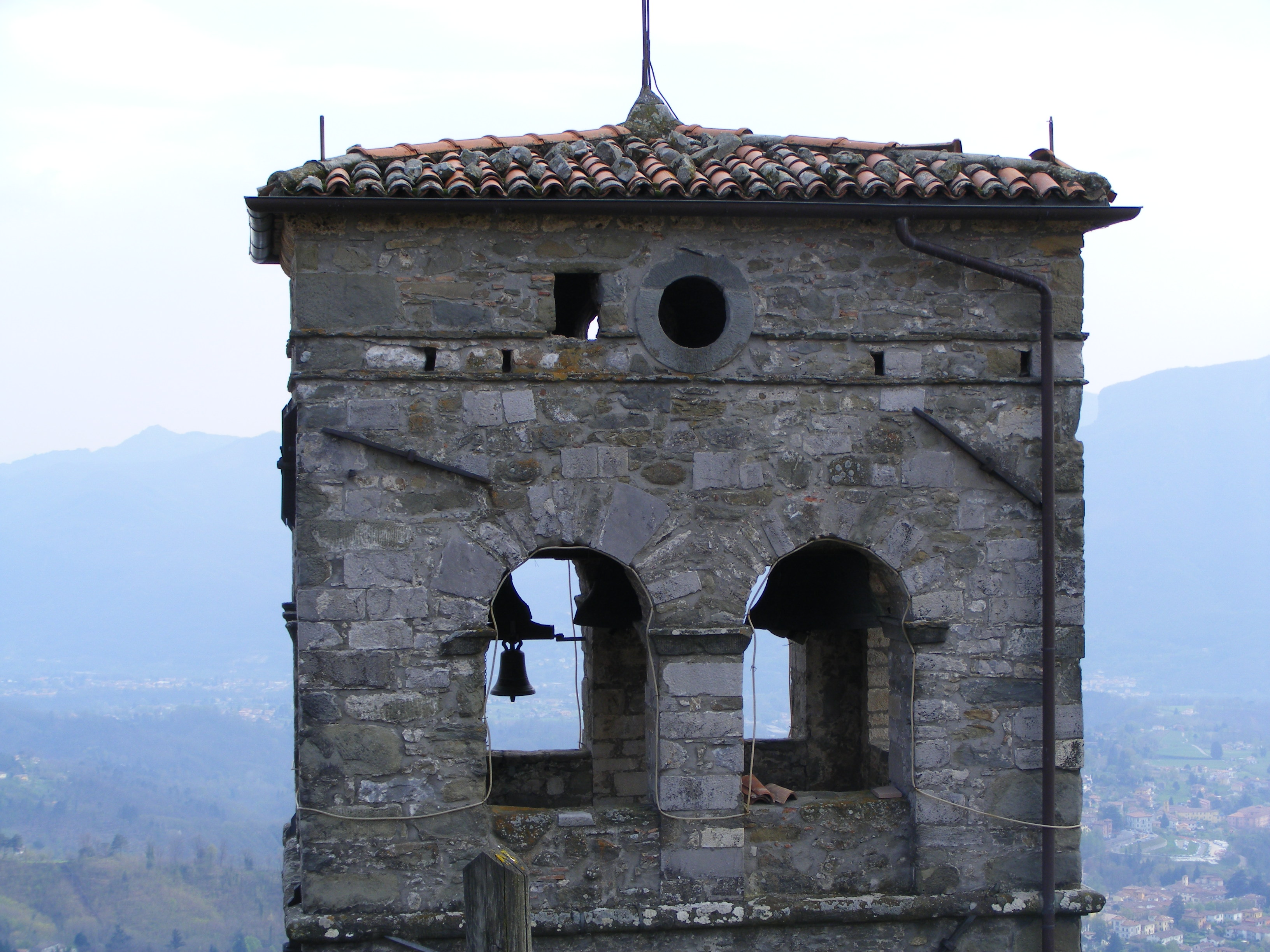
La sommità del campanile
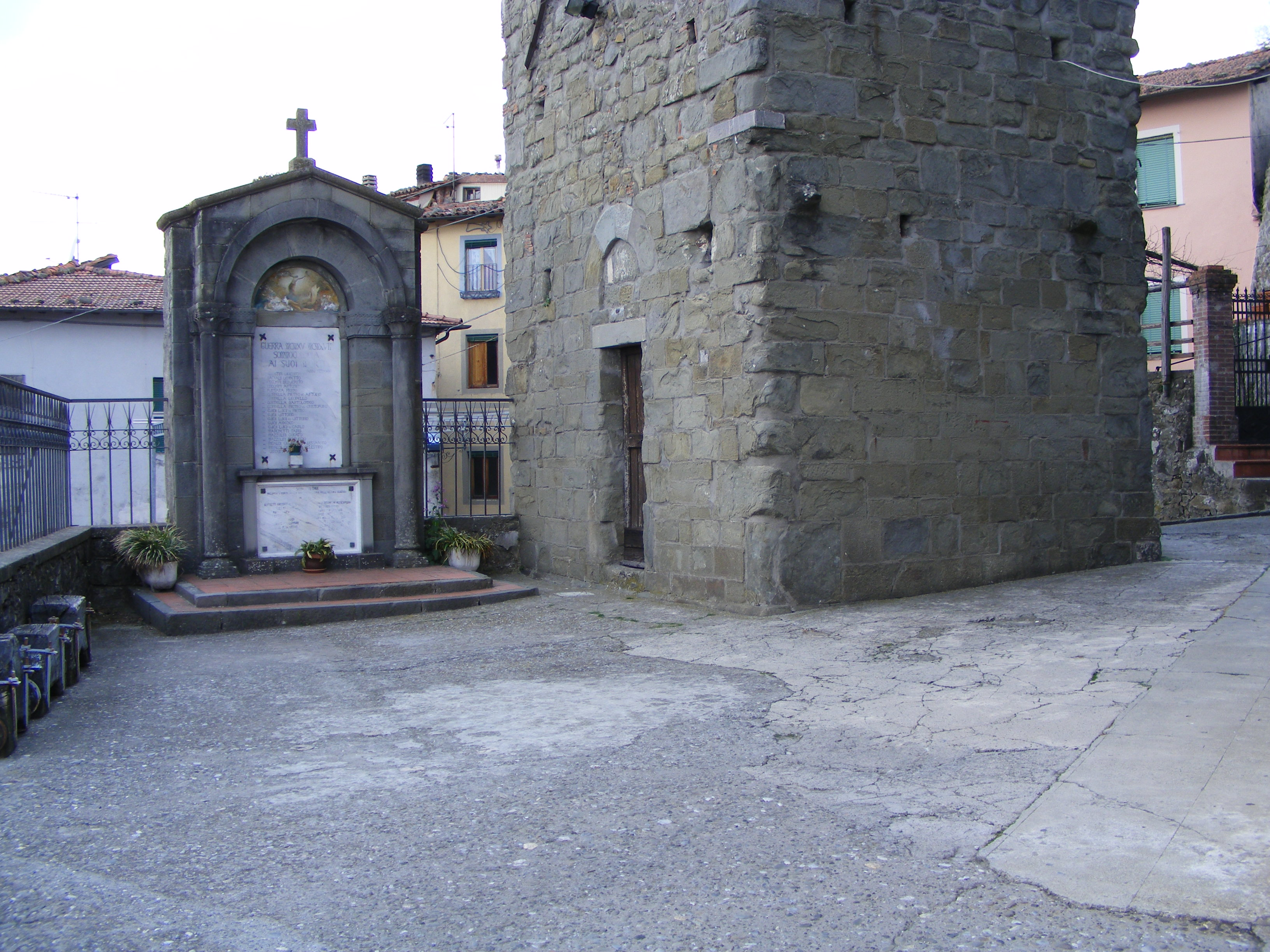
Piazzetta antistante la chiesa con monumento ai caduti
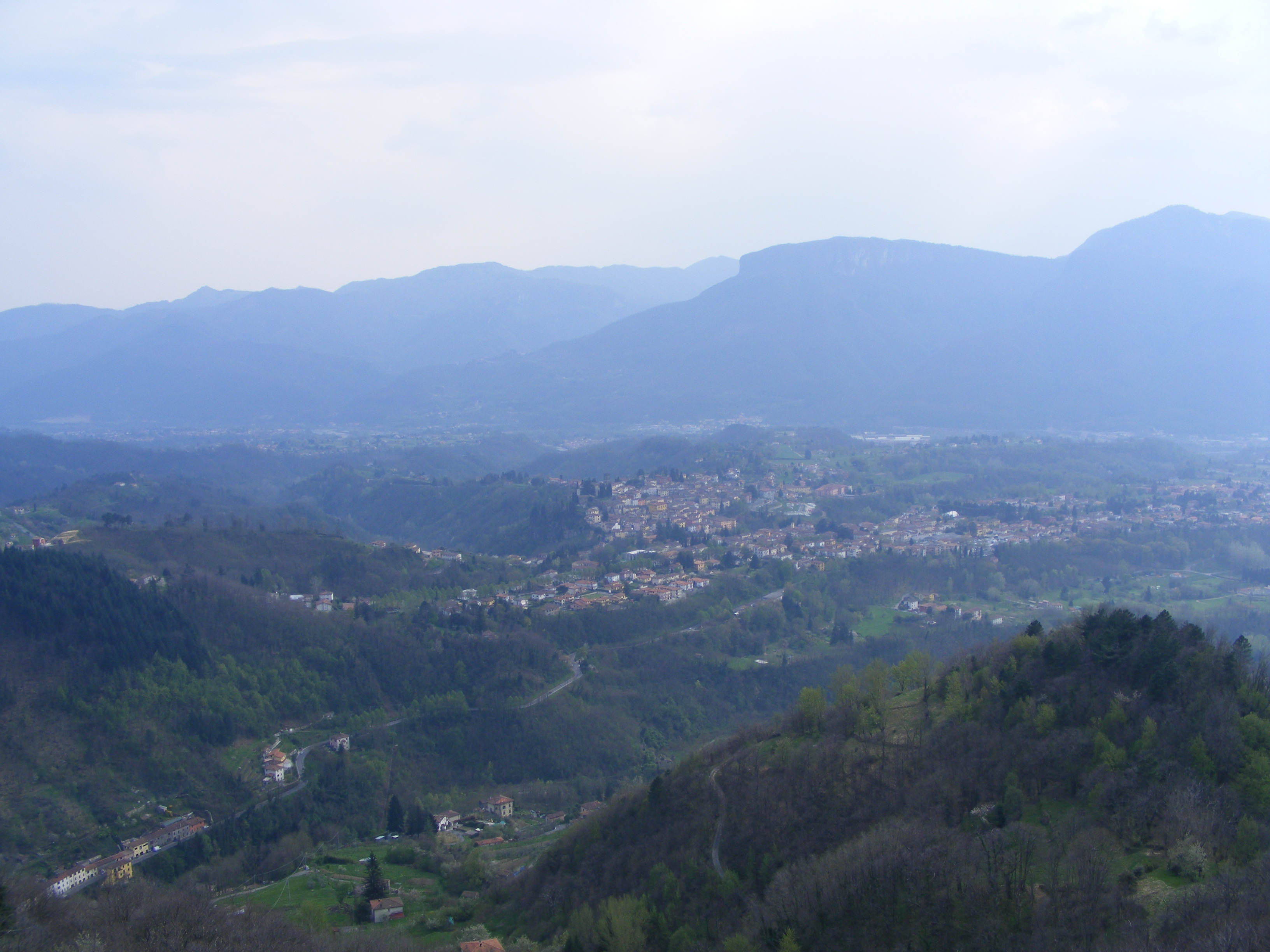
Il panorama dalla terrazza di Sommocolonia, direzione Barga